# Арктична політика Канади

Арктичні території Канади

Арктична політика Канади — проведена державою зовнішня політика, яка заснована на положеннях «Північної стратегії Канади». Пріоритетними цілями Канади в Арктиці є: захист суверенності підконтрольних їй арктичних територій, соціально-економічний розвиток регіону, захист корінних народів і збереження навколишнього середовища, розвиток органів місцевого самоврядування. Канада входить в міжнародну регіональну структуру «Арктичний рада» — вісімку так званих «офіційних» арктичних держав, що співпрацюють у галузі охорони навколишнього середовища та розвитку приполярних районів.

## Історія
Головною особливістю державної політики Канади щодо Арктики є те, що ця країна першою сформувала концептуальну базу для реалізації своїх національних інтересів у регіоні. У 1996 році Канада була єдиною державою, що створило відповідну нормативно-правову базу, організаційну структуру та модель міжнародного співробітництва в Арктичному басейні. Яскравим прикладом такої моделі стало утворення за її ініціативою — Арктичної ради, правила та особливості функціонування якого були прийняті іншими арктичними державами за замовчуванням. Оновлені засади зовнішньополітичної діяльності Канади з питань міжнародного співробітництва в Арктиці були викладені 8 червня 2000 року у спеціальній заяві МЗСа країни, яке було адресоване офіційним представникам влади Данії, Росії, США, Ісландії, Норвегії, Фінляндії і Швеції. Згідно з положеннями цієї заяви канадський уряд дотримується принципів тотальної глобалізації економічних і політичних процесів у регіоні, виключивши методи поступок і конфронтації, що діяли раніше в період «холодної війни». Після цього вироблення доктринальних поглядів і реалізацію інтересів країни в Арктичному регіоні, вирішенні регіональних питань було покладено на Федеральний рада по Арктиці.
У 2009 році був прийнятий документ, в якому була визначена зовнішня і внутрішня політика Канади під назвою — «Північна стратегія Канади: Наш Північ, наша спадщина, наше майбутнє» (англ.  Canada's Northern Strategy: Our North, Our Future, Our Heritage). В ньому основні положення зводилися до наступного:
- захист суверенітету Канади в арктичному секторі;
- забезпечення соціально-економічного розвитку канадського Півночі;
- захист навколишнього середовища та адаптація до змін клімату;
- розвиток самоврядування, господарської і політичної активності північних територій як частини політики щодо освоєння Півночі[3].

Під час перебування на посаді прем'єр-міністра Канади Стівен Харпер в рамках здійснення «Північної стратегії Канади» відстоював позицію збільшення військової присутності в Арктиці, а також соціально-економічного розвитку та охорони навколишнього середовища в полярних широтах. Харпер відзначав важливість військової присутності в Арктиці, наполягав на продовженні проведення військових навчань сухопутних сил, ВМС і ВПС Канади. Також, прем'єр-міністр припускав заснувати 2 нові військово-морські бази, модернізувати 2 вже наявні та побудувати 3 новітніх сучасних важких криголама. Світовий фінансово-економічний криза заморозила реалізацію цих планів, але не привів до повної відмови від них.
На сьогоднішній день частка канадського сектора Арктики становить 25 % і за своєю величиною поступається лише російському сектору (40 %). Серед основних інтересів Канади в Арктиці можна виділити перспективу розробки нафтогазових родовищ. Крім традиційних родовищ нафти і газу в прибережній зоні канадської Арктики виявлені величезні запаси гідрату метану. У разі старту його промислового видобутку цих запасів вистачить на кілька сотень років. При цьому Канада на даний момент не веде буріння на своєму арктичному шельфі. Поряд з нафтогазовими ресурсами на території Північної Канади розташовані значні запаси цінних мінералів: поклади алмазів, золота, ртуті, міді, цинку, урану. Танення полярних льодовиків, яке збільшує час навігації по Північно-західному проходу, не залишає осторонь Канаду, яка претендує на контроль над ним. Разом з тим скорочення крижаній поверхні означає потенційно нові можливості для доступу на ці території нелегальних мігрантів і терористів. Канада, як і Росія, дотримується секторального принципу поділу арктичних просторів, який спрямований на забезпечення контролю над арктичними просторами аж до Північного полюса. У цьому випадку розмежувальна лінія умовно проводиться від Північного полюса по меридіану до крайніх східної і західної точок континентального арктичного узбережжя Канади.